# Uncia (moneda)

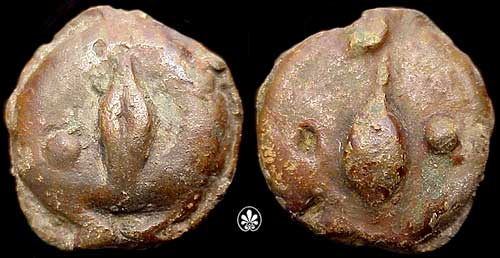
Uncia con un grano de cebada y 1 punto por las dos caras (26,53 g). Emitida en Roma entre c. 275—270 a. C.

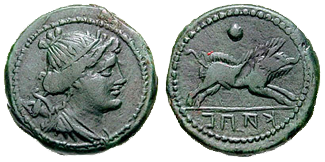
Uncia con el reverso: busto de Artemisa con arco y carcaj sobre el hombro; reverso: jabalí con un punto que indica su valor. Capua (7,09 g; c. 216-211 a. C.).

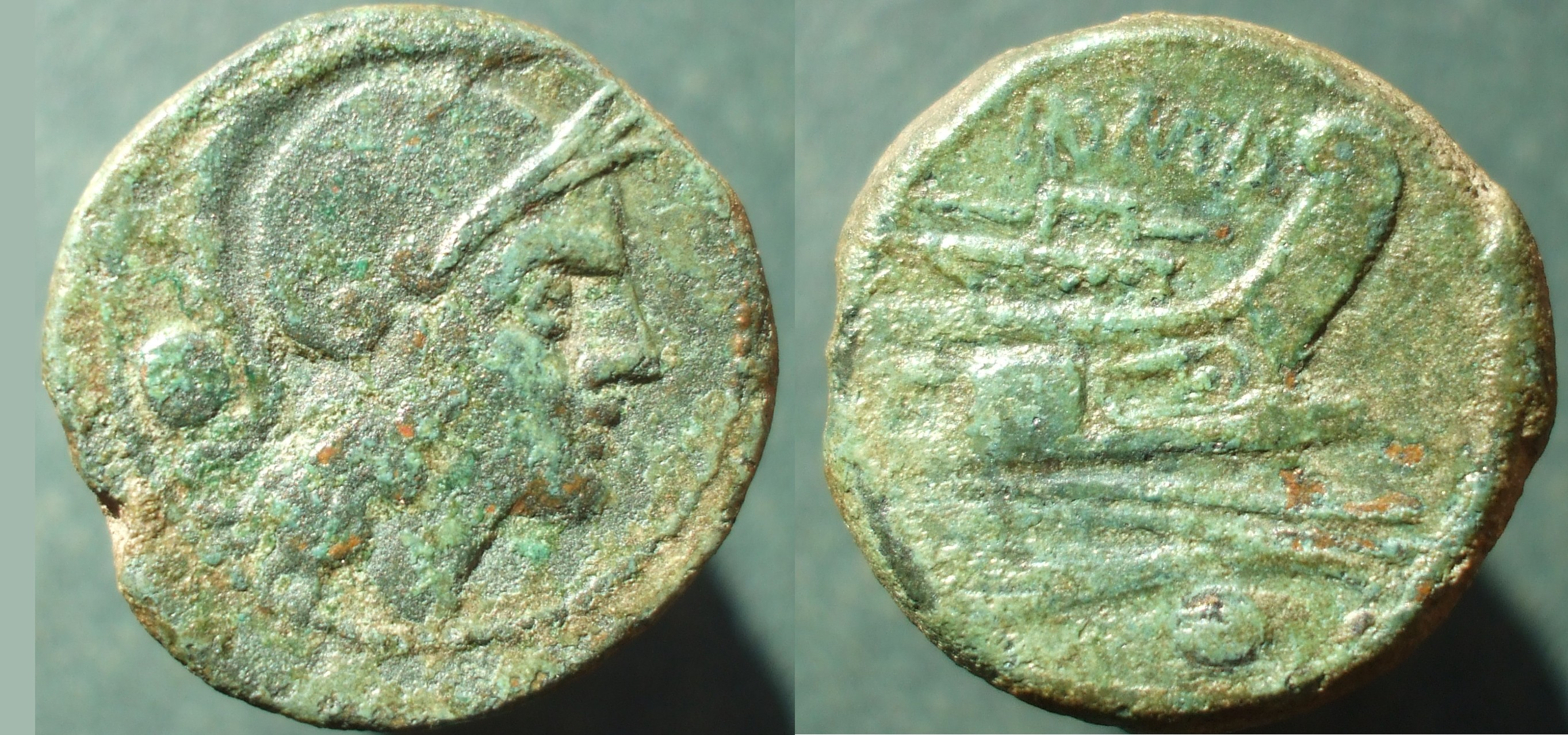
Uncia republicana, anverso: busto de Roma con casco; reverso: proa de galera.

La uncia u onza (latín, plural: unciae; del griego: onkia, "onza"; literalmente: 'duodécima parte') era una moneda de bronce de la Antigua Roma que valía una duodécima parte de un as. Su marca de valor es 1 punto. Fue emitida por la República romana y otras poblaciones de la antigua Italia.

## Moneda republicana
La uncia comenzó como un sistema de peso romano-osco de 22,75 gramos para una libra de 273 gramos, con emisiones de peso ático de unos 27 gramos bajo el estándar libral para una libra de 327 gramos y se produjo ocasionalmente hacia el comienzo de la acuñación romana de monedas de bronce fundido. 
Entre los tipos utilizados en el anverso de la uncia se incluyen: granos de cebada (c. 280-245 a. C.), cabezas de divinidades o el busto de Roma con casco, entendida como deidad (desde c. 240 a. C.). En este caso con una proa de barco en los reversos, característica das acuñaciones de bronce de esta época. Adicionalmente, se añadía su marca de valor de un punto.

## Moneda imperial
Durante el Imperio romano, Trajano (98-117) y Adriano (117-138) volvieron a utilizar brevemente la uncia. La moneda tenía un diámetro de 11-14 mm y pesaba entre 0,8 y 1,2 gramos. Probablemente se emitió únicamente para la circulación en la parte oriental del imperio. En el anverso figuraba la cabeza del emperador de forma anepígrafa (sin inscripción) y en el reverso "SC" (Senatus Consultum) en una guirnalda. Dejó de acuñarse a finales del siglo II.